# Carlos Castro
Carlos Eduardo Castro Mora (Alajuela, 1978. szeptember 10. –) Costa Rica-i válogatott labdarúgó.

## Pályafutása

### Klubcsapatban
1997 és 2003, illetve 2004 és 2007 között az Alajuelense játékosa volt, melynek színeiben öt bajnoki címet szerzett. A 2003–04-es szezonban az orosz Rubin Kazanyban játszott. 2007-ben Norvégiába igazolt az FK Haugesund együtteséhez. 2008-tól 2010-ig ismét az Alajuelense labdarúgója volt. Később szerepelt még a Puntarenas, a Brujas FC a Herediano és a Carmelita csapatában. 

### A válogatottban
2000 és 2007 között 48 alkalommal szerepelt a Costa Rica-i válogatottban és 1 gólt szerzett. Bemutatkozására 1998 januárjában került sor egy Honduras elleni barátságos mérkőzés alkalmával. Részt vett a 2002-es világbajnokságon, ahol a Costa Rica-iak összes mérkőzésén kezdőként lépett pályára. Tagja volt a 2002-es, a 2003-as CONCACAF-aranykupán, illetve a 2001-es Copa Américán szereplő válogatott keretének is.

## Sikerei, díjai
LD Alajuelense
- Costa Rica-i bajnok (5): 1999-00, 2000-01, 2001–02, 2002–03, 2004–05
- UNCAF-klubcsapatok kupája győztes (2): 2002, 2005

Costa Rica
- CONCACAF-aranykupa ezüstérmes (1): 2002

## Külső hivatkozások
- Carlos Castro adatlapja a National-Football-Teams.com oldalon (angolul)

- Carlos Castro (angol nyelven). FootballDatabase.eu
- Carlos Castro (német nyelven). kicker.de
- Carlos Castro adatlapja a worldfootball.net oldalon (angolul)